# Olof Drake
Olof Drake, död efter 1490, var en svensk slottsfogde.
Olof Drake var son till bergsmannen och borgaren i Västerås Jeppe Nilsson Drake. Han omtalas första gången 1436, då han tillsammans med sin bror Nils sålde en gård på Falan med tillhörande täkt till biskopen. Hans vidare öden under 1440-talet är okända. Under Karl Knutssons strid med oppositionen med adeln tillsattes många poster av personer med lägre börd på administrativa poster, Olof Drakes utnämning till fogde på Stockholms slott 1450 är troligen ett led i detta. Enligt en uppgift av Olof Stiernman skall han 1450 även varit fogde på Nyköpingshus, något som dock ej kan bekräftas i bevarade källor. Sedan Karl Knutsson i samband med upproret 1457 avseglat till Danzig blev det riksrådet Arent Bengtsson (Ulv) och riddaren Örjan Karlsson (Skanke)s jämte den underordnade Drakes uppgift att försvara Stockholm å kungens vägnar. Örjan Karlsson tillfångatogs kort därpå av Stockholms borgerskap som öppnade stadsportarna för Jöns Bengtsson (Oxenstierna) och Arent Bengtsson och Olof Drake blev ensamma att försvara Stockholms slott. De lyckades dock förhandla fram en kapitulation, där de försäkrades fritt avtåg och trygghet för person och egendom och frihet för allt ansvar och efterräkning för sitt stöd till kungen.
Olof Drake, som var av lågfrälse börd ansåg man troligen mindre intresserade av att skydda, och kort därefter uppsattes en anklagelseskrift mot kungen i vilken klagomål mot Olof Drake, bland annat övergrepp mot en tysk skeppar med danskt lejdebrev. Drake kunde dock rädda sig över till Finland. Vid ett möte i Sankt Gertruds gillestuga i Åbo var Olof Drake en av beseglarna. Möjligen berodde hans anseende bland den finländska adeln att han redan nu var gift med Birgitta Henriksdotter, dotter till riksrådet Henrik Bidz och svåger till brevets främsta utfärdare, domprosten och senare biskopen Konrad Bidz.
Under de närmast följande decennierna tycks Olof Drake varit bosatt i Finland. Han tycks dock inte ha släppt all beröring med hemtrakterna, 1476 besökte han Dalarna, och från 1480 tycks han åter ha bosatt sig där, och gjorde Holm i Stora Tuna socken till sin sätesgård. Därutöver ägda han flera gods i Finland.